# Abel Miglietti
Pour les articles homonymes, voir Abel (homonymie).
Abel Fernando Miglietti, plus communément appelé Abel est un footballeur portugais né le 4 mars 1946 à Lourenço-Marques. Il évoluait au poste d'attaquant.

## Biographie

### En club
Il est le petit-frère de Zeca, aussi footballeur portugais.
Abel évolue au Portugal durant toute sa carrière,,.
Formé au Benfica Lisbonne, avec le club lisboète il est champion du Portugal en 1968 et 1969 et il remporte également la Coupe du Portugal en 1969 et 1970,.
Il évolue ensuite sous les couleurs du FC Porto,.
Avec le club portiste, il joue notamment 11 matchs pour 7 buts marqués en Coupe UEFA.
Après des passages dans de nombreux clubs comme le Vitória Guimarães, le SC Beira-Mar, le FC Penafiel, le CD Aves, l'USC Paredes et le Leixões SC, il arrête sa carrière en 1985,.
Il dispute 209 matchs pour 78 buts marqués en première division portugaise durant 10 saisons,.

### En équipe nationale
International portugais, il reçoit quatre sélections en équipe du Portugal entre 1972 et 1973, pour aucun but marqué.
Son premier match est disputé le 10 mai 1972 dans le cadre des qualifications pour la Coupe du monde 1974 contre Chypre (victoire 1-0 à Nicosie).
Il dispute un match amical le 3 mars 1973 contre la France (victoire 2-1 à Paris).
Il dispute ses deux derniers matchs pour les qualifications pour la Coupe du monde 1974 le 28 mars 1973  et le 14 novembre 1973 : deux matchs nuls 1-1 contre l'Irlande du Nord.

## Palmarès
Avec le Benfica Lisbonne :
- Champion du Portugal en 1968 et 1969
- Vainqueur de la Coupe du Portugal en 1969 et 1970